# Sri Lanka na Letnich Igrzyskach Olimpijskich 2012
Sri Lankę na Letnich Igrzyskach Olimpijskich 2012, które odbyły się w Londynie, reprezentowało 7 zawodników. Nie zdobyli oni żadnego medalu.
Był to szesnasty start reprezentacji Sri Lanki na letnich igrzyskach olimpijskich.

## Reprezentanci

### Badminton
Mężczyźni
| Zawodnik           | Konkurencja    | Faza grupowa                  | Faza grupowa     | Faza grupowa     | Miejsce | 1/8                                      | Ćwierćfinały     | Półfinały        | Finał            | Finał   |
| Zawodnik           | Konkurencja    | Przeciwnik Wynik              | Przeciwnik Wynik | Przeciwnik Wynik | Miejsce | Przeciwnik Wynik                         | Przeciwnik Wynik | Przeciwnik Wynik | Przeciwnik Wynik | Pozycja |
| ------------------ | -------------- | ----------------------------- | ---------------- | ---------------- | ------- | ---------------------------------------- | ---------------- | ---------------- | ---------------- | ------- |
| Niluka Karunaratne | gra pojedyncza | Kenichi Tago W (21:18, 21:16) | —                | —                | 1.      | Kashyap Parupalli P (14:21, 21:15, 9:21) | NQ               | NQ               | NQ               | NQ      |

Kobiety
| Zawodniczka        | Konkurencja    | Faza grupowa                      | Faza grupowa                 | Faza grupowa     | Miejsce | 1/8              | Ćwierćfinały     | Półfinały        | Finał            | Finał   |
| Zawodniczka        | Konkurencja    | Przeciwnik Wynik                  | Przeciwnik Wynik             | Przeciwnik Wynik | Miejsce | Przeciwnik Wynik | Przeciwnik Wynik | Przeciwnik Wynik | Przeciwnik Wynik | Pozycja |
| ------------------ | -------------- | --------------------------------- | ---------------------------- | ---------------- | ------- | ---------------- | ---------------- | ---------------- | ---------------- | ------- |
| Thilini Jayasinghe | gra pojedyncza | Ratchanok Intanon P (13:21, 5:21) | Telma Santos P (9:21, 11:21) | —                | 3.      | NQ               | NQ               | NQ               | NQ               | NQ      |

### Lekkoatletyka
Mężczyźni
| Zawodnik        | Konkurencja | Preeliminacje | Preeliminacje | Eliminacje | Eliminacje | Półfinał | Półfinał | Finał   | Finał   |
| Zawodnik        | Konkurencja | Wynik         | Miejsce       | Wynik      | Miejsce    | Wynik    | Miejsce  | Wynik   | Miejsce |
| --------------- | ----------- | ------------- | ------------- | ---------- | ---------- | -------- | -------- | ------- | ------- |
| Anuradha Cooray | Maraton     | —             | —             | —          | —          | —        | —        | 2:20:41 | 55.     |

Kobiety
| Zawodniczka              | Konkurencja        | Preeliminacje | Preeliminacje | Eliminacje | Eliminacje | Półfinał | Półfinał | Finał | Finał   |
| Zawodniczka              | Konkurencja        | Wynik         | Miejsce       | Wynik      | Miejsce    | Wynik    | Miejsce  | Wynik | Miejsce |
| ------------------------ | ------------------ | ------------- | ------------- | ---------- | ---------- | -------- | -------- | ----- | ------- |
| Christine Sonali Merrill | 400 m przez płotki | —             | —             | 57.15      | 9.         | NQ       | NQ       | NQ    | NQ      |

### Pływanie
Mężczyźni
| Zawodnik         | Konkurencja       | Eliminacje | Eliminacje | Półfinał | Półfinał | Finał | Finał   |
| Zawodnik         | Konkurencja       | Czas       | Miejsce    | Czas     | Miejsce  | Czas  | Miejsce |
| ---------------- | ----------------- | ---------- | ---------- | -------- | -------- | ----- | ------- |
| Heshan Unamboowe | 100 m grzbietowym | 57.94      | 42.        | NQ       | NQ       | NQ    | NQ      |

Kobiety
| Zawodniczka        | Konkurencja    | Eliminacje | Eliminacje | Półfinał | Półfinał | Finał | Finał   |
| Zawodniczka        | Konkurencja    | Czas       | Miejsce    | Czas     | Miejsce  | Czas  | Miejsce |
| ------------------ | -------------- | ---------- | ---------- | -------- | -------- | ----- | ------- |
| Reshika Udugampola | 100 m dowolnym | 1:04.93    | 44.        | NQ       | NQ       | NQ    | NQ      |

### Strzelectwo
Mężczyźni
| Zawodnik           | Konkurencja                      | Kwalifikacje | Kwalifikacje | Finał | Finał   |
| Zawodnik           | Konkurencja                      | Wynik        | Pozycja      | Wynik | Pozycja |
| ------------------ | -------------------------------- | ------------ | ------------ | ----- | ------- |
| Mangala Samarakoon | karabin pneumatyczny 10 m        | 583          | 45.          | NQ    | NQ      |
| Mangala Samarakoon | karabin małokalibrowy leżąc 50 m | 585          | 47.          | NQ    | NQ      |